# Dlouhý, Široký a Krátkozraký
Dlouhý, Široký a Krátkozraký, s podtitulem Pohádka, která u dětí propadla, je divadelní hra z repertoáru Divadla Járy Cimrmana (DJC). Autory jsou Zdeněk Svěrák a Ladislav Smoljak, jako spoluautor je uváděn rovněž fiktivní český vynálezce, filosof a dramatik Jára Cimrman. Hra měla premiéru 17. října 1974 v pražském divadle Reduta. Do 30. června 2009 se uskutečnilo celkem 846 představení.
Hra je světovým unikátem mimo jiné v tom, že zde dochází přímo na jevišti, při otevřené oponě a při plném osvětlení scény, k fyzické přeměně jedné postavy ve druhou, nadto z muže na ženu.

## Obsah

### Struktura
Tak jako většina ostatních představení Divadla Járy Cimrmana, sestává i toto ze dvou částí. První tvoří přednáška „Cimrmanova cesta za českou pohádkou“, po níž ještě před přestávkou následují první tři obrazy samotné pohádky. Tím je struktura představení výjimečná, neboť obvykle přestávka u DJC odděluje pásmo přednášek od ucelené hry. Zde je však seminář mimořádně krátký (celý přednesený jediným přednášejícím) a hra naopak poměrně dlouhá. Netradiční umístění přestávky je v semináři vysvětleno jako inscenační záměr. Cimrmanova scénická poznámka ke hře totiž zněla: „Nedělat přestávku, nebo utečou.“ Její umístění hned za třetí obraz hry je tak nečekaně brzy, že zmatení diváci se k útěku neodhodlají. 

### Úvodní přednáška
„Budoucnost patří aluminiu!“
Jára Cimrman, epitaf
Před samotnou hrou je publikum seznámeno s Cimrmanovým revolučním přístupem k fenoménu pohádky. Ten tkví v názoru, že pohádka by měla děti připravovat na reálný život, takže fantastické zápletky s nadpřirozenými jevy jsou zcela zcestné a škodlivé. Cimrman nezůstal u teorie a dal příklad vlastními výtvory jako „Jak chudák do ještě větší nouze přišel“ nebo „Kašpárkův hrobeček“, které se však, jak referát přiznává, vesměs setkaly s nepochopením až odporem (zejména u dětí). 
Samotná pohádka Dlouhý, Široký a Krátkozraký je označena jako jedna z těch nejúspěšnějších, když se za Cimrmanova života dočkala dokonce tří repríz. Je ovšem přiznáno, že cimrmanologický restaurátorský tým provedl na pohádce určité úpravy, aby ji učinil méně morbidní a více stravitelnou. Například snížil počet mrtvých z 27 na tři, a změnil pochmurný závěr, kdy se Zlatovláska původně místo v mladou krasavici proměnila v ohyzdnou babici. 
Část přednášky je věnována Cimrmanovi jako „největšímu světovému sběrateli pohádek“, který zastínil i největší kapacity jako byli Erben nebo bratři Grimmové. Obdivuhodné zanícení, s nímž po českém venkově pohádky sbíral i přes odpor jejich majitelů, se však nakonec obrátilo proti němu, když si na něj sedláci u Chlumce počíhali a na voze naložené knihy si zase rozebrali. 
Závěr semináře je pak věnován rozhovoru přednášejícího s jevištním mistrem, který rekonstruoval Cimrmanův „zázrak divadelní techniky“ umožňující proměnu osoby přímo na scéně. Mistra ztvárňuje představitel Pocestného a dozvíme se od něj tolik, že „tam žádný vodiče nejsou“ a že „tam vždycky sedí Rumlena“ (případně jiný aktuální technik). 

### Hra
V prvním obraze se představuje dobrotivý princ Jasoň, který putuje hustým lesem na královský zámek, aby požádal o ruku princeznu Zlatovlásku, proslulou krasavici. Následuje velmi podobný obraz, kde vystupuje tentýž herec v roli Drsoně, zlého jednovaječného Jasoňova dvojčete, který má stejný cíl, ale zajímá ho hlavně princeznino bohatství. Třetí obraz nás přenáší na zámek, kde si zasmušilý Král se Zlatovláskou stýskají nad neštěstím, které je potkalo – zlý obr Koloděj, odmítnutý princeznin nápadník, ji totiž v pomstě začaroval a proměnil v obstarožního kníratého muže s nohou „třiačtyřicítkou“. Do této situace přichází Jasoň, který se po počátečním šoku šlechetně rozhodne pokusit se s Kolodějem utkat a Zlatovlásku ze zakletí vysvobodit. Později dorazivší Drsoň by se sice spokojil s věnem a bez proměny by se obešel, a pragmatický Král by na to i kývnul, jeho dcera ho ale uprosí, že by zase chtěla být mladá a krásná jako dříve. Všichni tři se tedy vydají na cestu, sledováni Drsoněm, který má v plánu vše zpovzdálí sledovat a v pravou chvíli do věci vložit.
Po přestávce, v druhé části představení, se nejprve představí Bystrozraký (zpravidla hraný přednášejícím), nyní zestárlý a těžce krátkozraký, ale znalý stovky cizích řečí. Když ho  výprava Jasoně, Zlatovlásky a Krále v lese potká, nabídne (resp. vnutí) se jim Bystrozraký jako průvodce a přesvědčí je, že předem všeho je nezbytné jít požádat o radu Děda Vševěda. Navštíví tedy jeho sluj, a přes obtíže plynoucí z nutnosti mluvit s Dědem jen ve verších, a z jeho silné sklerózy, se nakonec dozvědí, že musí Kolodějovi vzít jeho kouzelný prsten.  
Skupina pokračuje v cestě, přičemž již poněkolikáté potkává Pocestného, kterého se snaží různými nářečími vyptat na cestu, ale ten nereaguje ani když dostává další a další peníze. Konečně dorazí k obrovi a Jasoň, ačkoliv je vysoký jen asi jako jeho bota, se s ním odvážně utká v přímém souboji, který ovšem prohrává. Pomocí lsti (resp. citového vydírání) se jim pak ale povede obra rozplakat natolik, že ten vytáhne z kapsy kapesník a prsten mu z ní vypadne. Pak se Koloděj zhroutí a zemře žalem.
Aby je „ženská cestou nezdržovala“, rozhodnou se zrušit zakletí až po návratu na zámek. Cestou konečně zjistí, co je zač záhadný Pocestný – je to osel proměněný v člověka, a královský kopanec do zadku ho z tohoto zakletí vysvobodí. Na zámku je konečně předveden „jevištní zázrak“ – Jasoň se třikrát princezny prstenem dotkne, což ji postupně zbaví kníru, vrátí jí zlaté vlasy a obnoví ňadra dmoucí (alespoň na chvilku). 
Ke konci hry, mezi předposledním a posledním obrazem, je zařazena ještě krátká přednáška, v níž představitel Bystrozrakého (který si ze scény jen odskočí k pultíku) seznámí publikum se zdravicí dr. Helmuta Beránka a poděkuje sponzorům za potraviny poskytnuté pro scénu slavnostní hostiny.
Drsoňovi, který i v poslední scéně doběhne pozdě, nakonec nezbude než všechno zpovzdálí sledovat – což ale dle jeho slov „taky není špatný“.

### Aluze na jiné pohádky
Hra uvádí na scénu parodické verze různých známých postav z klasických Erbenových pohádek. Předně je to Zlatovláska z pohádky O Zlatovlásce, archetypální krasavice, zde ovšem zakletá do podoby kníratého muže (a ovšem hraná mužem, jako všechny cimrmanovské role). Dále Bystrozraký z pohádky Dlouhý, Široký a Bystrozraký, který je zde už osiřelý, protože jeho dva kolegové umřeli, a prakticky slepý. Konečně tu vystupuje Děd Vševěd z pohádky Tři zlaté vlasy Děda Vševěda, nyní sklerotický a holohlavý, protože jeho zlaté vlasy mu „vyrvala matka“. Vševěd, v některých lidových pojetích líčen jako lidojed, se u Cimrmana omezuje na lov trpaslíků, které si však nechává jen pro zábavu. Když se ale rozzlobí, umí ukázat i zuby. 

## Inscenační zvláštnosti

### Hudba
Předěly mezi scénami jsou doprovázeny barokní skladbou Françoise Couperina, kterou na cembalo nahrála Zuzana Růžičková. Ve sluji Děda Vševěda pak zazní píseň „Ty Děde Vševěde“, kterou složil Jan Klusák. Tato píseň byla na původní oficiální audioverzi (na desce Supraphonu) paradoxně vypuštěna, neboť Klusák byl tehdy v režimní nemilosti.

### Dvojrole Jasoně a Drsoně
Jelikož oba prince hraje stejný herec, nemohou se objevit na scéně současně. Přesto v poslední scéně před přestávkou proběhne mezi nimi dialog, při němž jejich představitel slyšitelně přebíhá zákulisím z jedné strany jeviště na druhou (a ke konci je již evidentně zadýchán), aby se každý objevoval na „své“ straně jeviště. Při přebíhání si zároveň přehazuje pelerínu, která oba prince barevně rozlišuje.

### Princezna a její proměna
Princeznu Zlatovlásku hraje herec s nalepeným knírem, a to i v případě že má skutečný knír (což pak ostatně ještě zvyšuje komický efekt). Je to nutné pro závěrečnou scénu, kdy dojde k technickému zázraku princezniny proměny. Představitel princezny má na scéně ke kníru připevněn dlouhý vlasec vedoucí nahoru do provaziště a pod kostým mu ze zákulisí vede hadička. Po prvním dotyku kouzelného prstenu mu nad jevištěm sedící technik tahem za vlasec knír odlepí a vytáhne nahoru. Po druhém dotyku na něj po jiném vlasci spustí zlatou paruku, a po třetím dotyku mu jiný technik ze zákulisí hustilkou nafoukne balónek na hrudi, který imituje ňadra. Všechny tyto převratné technické triky jsou zcela nepokryté. V některých verzích hry si Jasoň požádá o přifouknutí ňader „ještě trochu“, načež balónek praskne, případně se s princeznou nadšeně obejme, s týmž výsledkem.

### Obr Koloděj
Obr je pojat pouze jako dvě obří boty, z nichž čouhají pruhované ponožky a konec kalhot, sahající až do stropu. Jeho repliky zní z horních reproduktorů, přičemž jde o nahrávky hlasu Zdeňka Svěráka pouštěné zpomaleně, aby zněly „nelidsky“ hluboko. Kolodějův pláč ztvárňuje technik nad jevištěm kropením vodou z lahve. Obrova smrt je pak symbolizována hřměním a pomalým pádem jedné nohy do horizontální polohy.

## Obsazení
Současné obsazení (2023) je uvedeno tučně, předchozí obsazení kurzívou.
| Role           | Role                      | Herci |
| Úvodní seminář | Hra                       | Herci |
| -------------- | ------------------------- | --- |
| –              | princ Jasoň / princ Drsoň | Marek Šimon 7 8 9 10 11, Miloň Čepelka 1 2 3 5 6 12 Pavel Vondruška † 4, Petr Brukner                                                            |
| –              | král                      | Genadij Rumlena 9 10 11 12 Jan Hraběta 2 3 5 6 7, Bořivoj Penc † 4 8, Oldřich Unger † 1, František Petiška †                                     |
| –              | Zlatovláska               | Petr Reidinger 8 9 10 11 12, Petr Brukner 1 4 6 Jaroslav Vozáb † 2 3, Pavel Vondruška † 5, Josef Koudelka 7                                      |
| přednášející*  | Bystrozraký               | Miroslav Táborský 8 9 10 11, Zdeněk Svěrák 1* 2 3 5 6 12 Ladislav Smoljak † 1 2 4 7                                                              |
| –              | děd Vševěd                | Jan Hraběta 9 10 11 12 Jaroslav Weigel † 1 2 4** 5 7 8, Jan Kašpar † 4** 6, Jan Klusák, Jiří Menzel †                                            |
| jevištní mistr | pocestný                  | Robert Bárta 9 10 11 12 Tomáš Maleček**** Václav Kotek † 2 4 6, Genadij Rumlena 2 5, Josef Koudelka 1, Jan Kašpar †, Andrej Krob, Jindřich Holna |
| –              | obr Koloděj               | rekvizita a nahraný zpomalený hlas Zdeňka Svěráka                                                                                                |

- 1 – alternace z desky Supraphonu (1978, nahráno v prosinci 1976)***
- 2 – alternace z audiovizuální nahrávky ČST (1987) – Ladislav Smoljak a Genadij Rumlena vystupují pouze v semináři
- 3 – alternace z úryvku ve filmu Nejistá sezóna (1987)
- 4 – alternace z úryvku předvedeném v představení Cimrman sobě (1991)
- 5 – alternace z úryvku předvedeném v představení 30 let Divadla Járy Cimrmana (1997)
- 6 – alternace z audiovizuální nahrávky ČT (2006)
- 7 – alternace z úryvku předvedeném v představení 40 let Divadla Járy Cimrmana (2007)
- 8 – alternace z úryvku předvedeném v představení Psaní do nebe (2017)
- 9 – alternace z audionahrávky kolující po webu (2020)
- 10 – alternace z audionahrávky kolující po webu (2021)
- 11 – alternace z audiovizuální nahrávky kolující po webu (2023)
- 12 – alternace z audiovizuální nahrávky kolující po webu (2023)
- * v minulosti občas vedl přednášku další herec, nikoli představitel Bystrozrakého – zpravidla jeho alternant
- ** scénka „Děd Vševěd stereo“ – na scéně byli dva herci současně, každý na opačné straně jeviště
- *** na oficiálně vydané nahrávce jsou vynechány scény s Pocestným, neboť téměř nemluví. Na webu je zveřejněna i plná audioverze včetně vystřižených pasáží (kromě scén s Pocestným např. píseň Ty děde Vševěde). Jde každopádně o vzácný snímek hlasu Oldřicha Ungera (v roli Krále) a Josefa Koudelky (jevištní mistr + Pocestný). Deska byla vůbec prvním oficiálním vydáním nějaké hry DJC.
- **** Tomáš Maleček sehrál v roce 2025 pět představení jako záskok za Roberta Bártu